# Карабашевский сельсовет
Карабашевский сельсовет  — муниципальное образование в Илишевском районе Башкортостана.

## История
Согласно «Закону о границах, статусе и административных центрах муниципальных образований в Республике Башкортостан» имеет статус сельского поселения.

## Население
| 2002  | 2009  | 2010  | 2012  | 2013  | 2014  | 2015  |
| ----- | ----- | ----- | ----- | ----- | ----- | ----- |
| 1552  | ↘1524 | ↘1421 | ↘1383 | ↘1341 | →1341 | ↘1307 |
| 2016  | 2017  | 2018  |       |       |       |       |
| ↘1296 | ↘1293 | ↘1291 |       |       |       |       |

## Состав сельского поселения
| № | Населённый пункт | Тип населённого пункта       | Население |
| - | ---------------- | ---------------------------- | --------- |
| 1 | Карабашево       | село, административный центр | ↘613      |
| 2 | Иштеряково       | деревня                      | ↘492      |
| 3 | Новокуктово      | деревня                      | ↗316      |